# (18527) 1996 VJ30
(18527) 1996 VJ30 là một tiểu hành tinh vành đai chính. Nó được phát hiện bởi Seiji Ueda và Hiroshi Kaneda ở Kushiro, Hokkaidō, Nhật Bản, ngày 7 tháng 11 năm 1996.